# 양영철 (언론인)
양영철(梁英喆, 1948년 7월 8일~)은 대한민국의 언론인 출신의 기업인으로, 제11대 강원삼척문화방송 대표이사 사장(2004년 3월 8일~2005년 3월 11일)을 지냈다. 전북 군산 생으로, 호(號)는 구암(龜岩)이다.
언급한 것처럼 그는, 삼척MBC 사장 등을 지낸, 기업가 겸 시사평론가 출신이자 대학 교수인데, MBC 문화방송 보도국 해설위원실 경제해설위원, MBC 문화방송 보도국 해설위원실 해설주간 직을 거쳐 강원도 삼척 MBC 사장 직을 역임하였으며, 2005년 3월 11일을 기해 MBC 문화방송 퇴임 이후 한림대학교 객원교수 및 한국방송기자클럽 회장 등을 지낸 인사이다.
지난날 그는, 1980년 전두환 군부 정권 및 최규하 시대에 강제 해직된 후, 1987년 MBC 문화방송에 복직한 전력이 있다. 2001년 9월 민주화운동관련자명예회복및보상심의위원회로부터 민주화운동관련자로 인정되었다. 

## 주요 이력

### 학력
- 전주고등학교 졸업
- 서울대학교 독어독문학과 학사
- 고려대학교 언론대학원 언론학 석사

### 주요 경력
- 1975년 MBC 문화방송 입사(1975년 3월)
- 1980년 전두환 군부 정권 및 최규하 시대 강제 해직(1980년 7월 19일)
- 1981년 삼성중공업 홍보팀장
- 1984년 현대자동차 홍보팀장
- 1987년 MBC 문화방송 복직(1987년 11월)
- MBC 문화방송 보도국 경제부장
- MBC 문화방송 해설위원실 경제담당해설위원
- MBC 문화방송 해설위원실 주간
- 강원도 삼척MBC 사장
- 한국방송기자클럽 회장
- 한림대학교 객원교수
- 홍익대학교 겸임교수
- 국민대학교 겸임교수
- (사)MBC 문화방송 사우회장

## 주요 저술
- 《TV 뉴스의 이해》
- 《방송 뉴스》